# Усть-Тасуркайское сельское поселение
Усть-Тасуркайское сельское поселение — муниципальное образование в Приаргунском районе Забайкальского края Российской Федерации.
Административный центр — село Усть-Тасуркай.
24 июля 2020 года упразднено в связи с преобразованием Приаргунского муниципального района в муниципальный округ.

## История
Статус и границы сельского поселения установлены Законом Читинской области от 19 мая 2004 года «Об установлении границ, наименований вновь образованных муниципальных образований и наделении их статусом сельского, городского поселения в Читинской области».

## Население
| 2010 | 2011 | 2012 | 2013 | 2014 | 2015 | 2016 |
| ---- | ---- | ---- | ---- | ---- | ---- | ---- |
| 998  | ↘995 | ↘979 | ↗984 | ↘948 | ↘924 | ↘914 |
| 2017 | 2018 | 2019 | 2020 |      |      |      |
| ↘899 | ↘881 | ↘845 | ↘820 |      |      |      |

## Состав сельского поселения
| № | Населённый пункт | Тип населённого пункта       | Население |
| - | ---------------- | ---------------------------- | --------- |
| 1 | Верхний Тасуркай | село                         | ↘190      |
| 2 | Новоивановка     | село                         | ↘217      |
| 3 | Усть-Тасуркай    | село, административный центр | ↘379      |